# 我的Pico
《我的Pico》（ぼくのぴこ）是2006年9月7日由Soft On Demand所發售的成人動畫。本作是世界第一個正太控成人動畫。

## 概要
被冠上正太動畫系列作「Pico系列」第一集的位置、同時在粉絲心中有著紀念碑的價值。
製作及發表很早就公布、但因為資金和品質問題等一時的障礙，因此延遲發售。不過之後在SOD 2006年9月銷售排行榜上不但獲得第一名，也拿到很高的評價。
另外作為續集的『Pico和Chico』也在2007年4月19日發售。

## 故事大綱
總是會在工作時翹班一下到海濱公園偷閒的保，經常使用設置在觀光區的投幣式望遠鏡觀賞海邊景色。但有一次，他卻突然看到了一位疑似正在裸泳的少女。保忍不住倒抽一口氣地一直看著，但這時望遠鏡的使用時間剛好到了。保趕緊繼續投入硬幣，但在另一頭的人卻已經失去蹤影。
接著前往經常光顧的咖啡店的保，在咖啡店裡面驚覺到出現了他在海濱公園看到的少女。根據老闆表示，這個孩子叫做Pico，是他暑假時從鄉下來這裡度假的孫子並在這段時間幫忙店裡的工作。於是這名外表看起來楚楚可憐又人見人愛的孩子就拜託阿保帶他出去遊玩。
阿保帶著Pico去公園玩，但在過程中，他卻被Pico楚楚可憐的模樣所吸引，也在這時他才知道Pico原來是名男孩。但是保的內心與身體卻已經抵擋不住那股心中的衝動了。

## 工作人員
- 原作：NaturalHigh
- 總製作人：（NaturalHigh）
- 劇本：高山克彥
- 角色設定・作畫導演：
- 角色原案：彩画堂
- 製作製片人：青木健
- 音樂：忍
- 音樂監督：Dr.T
- 聲音設計：Dr.T
- 效果：野崎博樹
- 音響監督：金子政路
- 音響製作：
- 副聲音・特典劇本：
- 副聲音・特典聲音設計：
- 指導：
- 美術：腹八男
- 色彩設定：
- 攝影：
- 編輯：MIYA
- 原畫・動畫：
- 影像編輯：
- 動畫製作：、SUNRISE
- 製片人：
- 導演：谷田部勝義
- 製作・著作・受審・発售：NaturalHigh
- 製作：
- 販售公司：Soft On Demand

### 主題曲
- 
  - 唱：Pico
  - 作詞：金子政路
  - 作・編曲：忍

## 得獎
- Soft On Demand2006年9月銷售第一位
- amazon.co.jp成人動畫排行榜瞬間順位第1位
- amazon.co.jp2006年9月第2週成人部門第1位

## 關連項目
- Pico系列
  - Pico和Chico
  - Pico×CoCo×Chico

## 外部連結
- ぴこWEB官方網站（日語）